# Kim Gyu-ri (attrice agosto 1979)
Kim Gyu-ri (김규리?, Gim Gyu-riLR, Kim KyuriMR), nata Kim Min-sun (김민선?, Gim Min-seonLR, Kim MinsŏnMR; Anyang, 16 agosto 1979) è un'attrice sudcoreana.

## Biografia
Kim Min-sun è nata nel 1979 ad Anyang, nella provincia di Gyeonggi. Nel 2009 ha cambiato legalmente il suo nome in Gyu-ri, soprannome con cui è sempre stata chiamata sin dall'infanzia dai suoi parenti più prossimi.

## Filmografia

### Cinema
- Yeogogoedam dubeonjjae i-yagi (여고괴담 두번째 이야기), regia di Kim Tae-yong e Min Kyu-dong (1999)
- Haebyeon-euro gada (해변으로 가다), regia di Kim In-soo (2000)
- Africa (아프리카), regia di Shin Seung-soo (2002)
- 2009 - Memorie perdute (2009 로스트메모리즈, 2009 Lost Memories), regia di Lee Si-myung (2002)
- Seumol net (스물 넷), regia di Lim Jong-jae (2002)
- Haryu-insaeng (하류인생), regia di Im Kwon-taek (2004)
- Byeolbit sog-euro (별빛 속으로), regia di Hwang Qu-duk (2007)
- Gamyeon (가면), regia di Yang Yun-ho (2007)
- Mi-indo (미인도), regia di Jeon Yun-su (2008)
- Seo-yang goldong yanggwajajeom antique, regia di Min Kyu-dong (서양 골동 양과자점 앤티크) (2008) - cameo
- 33beonjjae namja (33번째 남자), episodio di Ogamdo (오감도), regia di Yu Yeong-Sik (2009)
- Jeong Seung-pil siljong sageon (정승필 실종사건), regia di Kang Seok-beom (2009)
- Jimna-on namjadeul (집나온 남자들), regia di Lee Ha (2010) - cameo
- Hahaha (하하하), regia di Hong Sang-soo (2010)
- Sarang-i museo-wo (사랑이 무서워), regia di Rain Jung (2011)
- Pungsan-ge (풍산개), regia di Juhn Jai-hong (2011)
- Cheonsang-ui pijomul (천상의 피조물), episodio di Illyu myeongmang bogoseo (인류멸망보고서), regia di Kim Ji-woon (2012)
- Saranghae! Jin-young-a (사랑해! 진영아), regia di Lee Sung-eun (2013)
- Ddo hana-ui yaksok (또 하나의 약속), regia di Kim Tae-yun (2014)
- Hwajang (화장), regia di Im Kwon-taek (2014)
- The Gangster, the Cop, the Devil (악인전?, Ak-in-jeonLR), regia di Lee Won-tae (2019)

### Televisione
- Hakgyo (학교) - serie TV (1999)
- Abeojicheoreom salgi sirh-eoss-eo (아버지처럼 살기 싫었어 ) - serie TV (2001-2002)
- Hyeon-jeong-a saranghae (현정아 사랑해) - serie TV (2002)
- Yurigudu (유리구두) - serie TV (2002)
- Seonnyeo-wa sagikkun (선녀와 사기꾼) - serie TV (2003)
- Hankangsutaryeong (한강수타령) - serie TV (2004)
- Yeongjae-ui jeonseongsidae (영재의 전성시대) - serie TV (2005)
- Loveholic (러브홀릭) - serie TV (2005)
- Musin (무신) - serie TV (2012)
- Scandal - Mae-u chunggyeokjeog-igo budodeokhan sageon (스캔들 - 매우 충격적이고 부도덕한 사건) - serie TV (2013)
- Angkeumhan dolsingnyeo (앙큼한 돌싱녀) - serie TV (2014)
- Wang-ui eolgul (왕의 얼굴) - serie TV (2014-2015)
- Uri Gap-soon-i (우리 갑순이) - serie TV (2016-2017)
- Meomchugo sip-eun sun-gan: About Time (멈추고 싶은 순간: 어바웃타임?) – serie TV, episodi 5-10 (2018)
- 60Il, Jijungsaengjonja (60일, 지정생존자) - serie TV (2019)
- Green Mothers' Club (그린마더스클럽?, Geurin madeoseu keulleobeuLR) – serie TV (2022)